# Hiroki Kotani
Hiroki Kotani (født 25. april 1993) er en japansk fodboldspiller.